# Dara Sikoh
Dara Sikoh (hindiül: दारा शिकोह, urdu nyelven: دارا شِكوه, perzsául: دارا شكوه; 1615. március 20. – 1659. augusztus 30. Julián naptár szerint / 1659. szeptember 9. Gergely-naptár szerint) volt az ötödik mogul sah, Sáh Dzsahán legidősebb fia és a trónörökös. A neve, دارا شكوه perzsául azt jelenti, hogy „olyan fenséges, mint Dáriusz”. Sáh Dzsahán legkedveltebb fia és Dzsahanara Begam nénjének kedvence volt, ám vereséget szenvedett öccsétől, Muhiuddin hercegtől (a későbbi Aurangzeb sahtól), aki megölette őt egy elkeseredett trónviszály miatt.
Hogy milyen lett volna az Indiai szubkontinens történelme, ha Dara Sikoh győzedelmeskedett volna Aurangzeb felett, találgatásokra ad okot a történészek körében.

## Családja

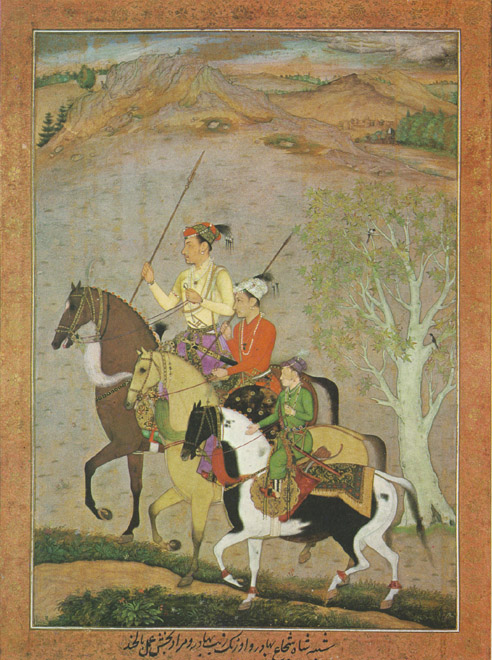
Dara testvérei (balról jobbra) Sáh Sudzsa, Aurangzeb, Murád Baks fiatalabb korukban 1637 körül.

Dara Sikoh a Taragari erődben született, Ádzsmírben, 1615. október 28-án, mint Sahab ud-Din Mohamed Kurám herceg (Sáh Dzsahán) elsőszülött fia második feleségétől, Mumtáz Mahaltól. Mikor 12 éves volt, nagyapja, Dzsahángír mogul sah, elhunyt és apja lett az uralkodó. Dara testvérei közé tartoztak nénje Dzsahanara Begam, és fiatalabb testvéreik, Sáh Sudzsa, Rosanara Begam, Aurangzeb, Murád Baks és Gaudara Begam. Aurangzeb volt a hatodik mogul sah. Dara nénjével és Aurangzebbel barátkozott. 1628-ban Aszaf kán kivégeztette nagybátyját, Sahriárt és unokatestvéreit Davar Bakst, Garsapot, Tamuraszt és Hosangot.

## Házasságai
1633. február 1-én Dara Sikoh feleségül vette unokanővérét, Nadira Banu Begamot, apai nagybátyja, Parvez Mirza Szultán, lányát. Mindenesetre ez egy nagyon boldog és sikeres házasság volt. Nyolc közös gyerekük született, belőlük kettő fiú és kettő lány érte meg a felnőttkort. Dara 1640-ben elvette Rukszár Banu Begam hercegnőt, aki Dzsahángír utolsó gyermeke volt ágyasától. Rukszár adott életet harmadik fiának, Musztafa Sikohnak (1656-1699), ugyanabban az évben, amikor harmadszor is megnősült. Harmadik felesége Manóráma Bai volt, a Kacsvaha-dinasztia hercegnője, az ameri Man Szing leánya és Manóráma Bagvant Dasz rádzsa unokája. Négy közös lányuk született. Utolsó felesége Divéki Bai (Múni Begam, 1630-1675) volt, aki egy rádzsput hercegnő volt Nagpurból.

## Katonai Szolgálata
1633 októberében, az összes mogul herceghez hasonlóan, már ifjú korában Dara Sikohot is, katonai parancsnoknak nevezték ki 12 ezer gyalogos és 6 ezer lovas katona élére (ez nagyjából a mai hadosztály parancsnoki, vagy vezérőrnagyi rangnak felel meg). Ezt folyamatos előléptetések követték: 1636. március 20-án (12 ezer gyalogos, 7 ezer lovas), 1637. augusztus 24-én (15 ezer gyalogos, 9 ezer lovas), 1638. március 19-én (10 ezer lovas, ez altábornagyi rangnak felel meg), 1639. január 24-én (20 ezer gyalogos, 10 ezer lovas), 1642. január 21-én a lovasai száma 15 ezerre nőtt.
S20,000 ló.

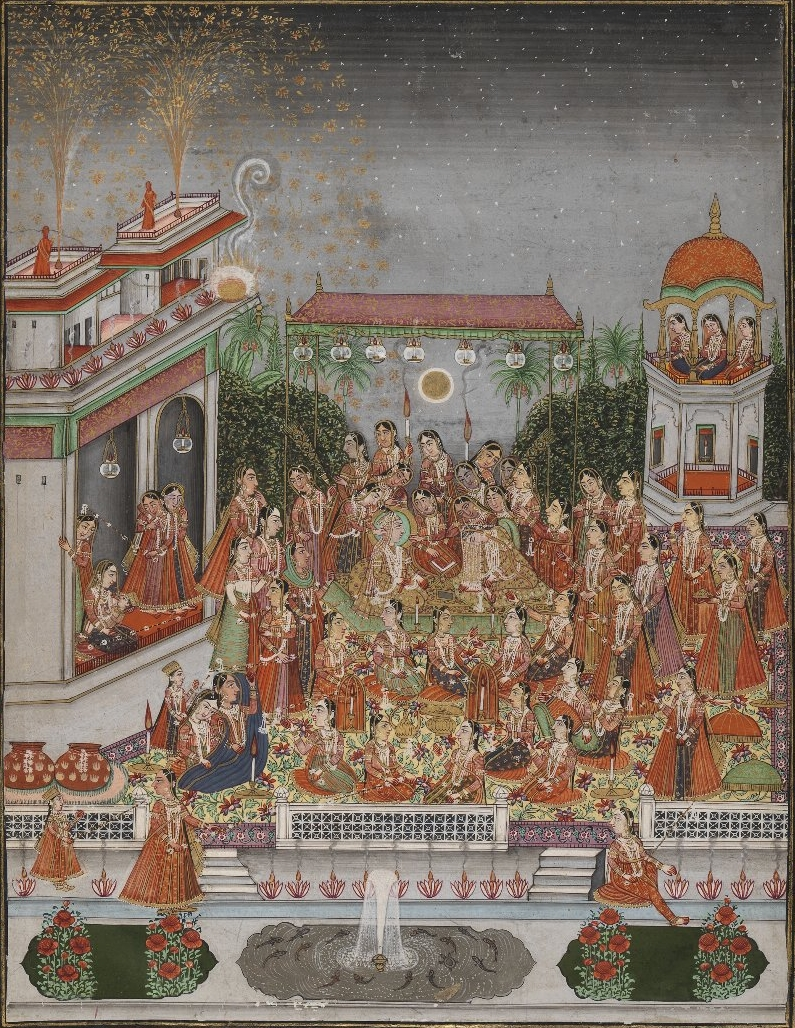
Brooklyni Múzeum – Dara Sikoh és Nadira Begam lakodalma.

1642. szeptember 10-én Sáh Dzsahán, mogul sah, formálisan is megerősítette, hogy Dara Sikoh az örököse, amikor a Sahzada-e-Buland Ikbal (a nagy szerencse hercege) címet adományozta neki és előléptette 20 ezer gyalogos és 20 ezer lovas parancsnokává. 1645-ben, kinevezték Alláhábád szubahdárjának (kormányzójának). 1648. április 18-án 30 ezer gyalogost és 20 ezer lovast bíztak rá és kinevezték Gudzsarát tartomány kormányzójának július 3-án.
Amint apja egészségi állapota romlásnak indult, Dara Sikoh egyre jelentősebb feladatokat kapott. 1652. augusztus 15-én Multán és Kabul kormányzója lett és 1655. február 15-én újra megerősítették örökösi címét. Újabb előléptetések következtek 1656. január 21-én 40 ezer gyalogos és 20 ezer lovas (vezérezredesi rangnak megfelelő), majd 1657. szeptember 16-án 50 ezer gyalogos és 40 ezer lovas élére.

## Örökösödési háború

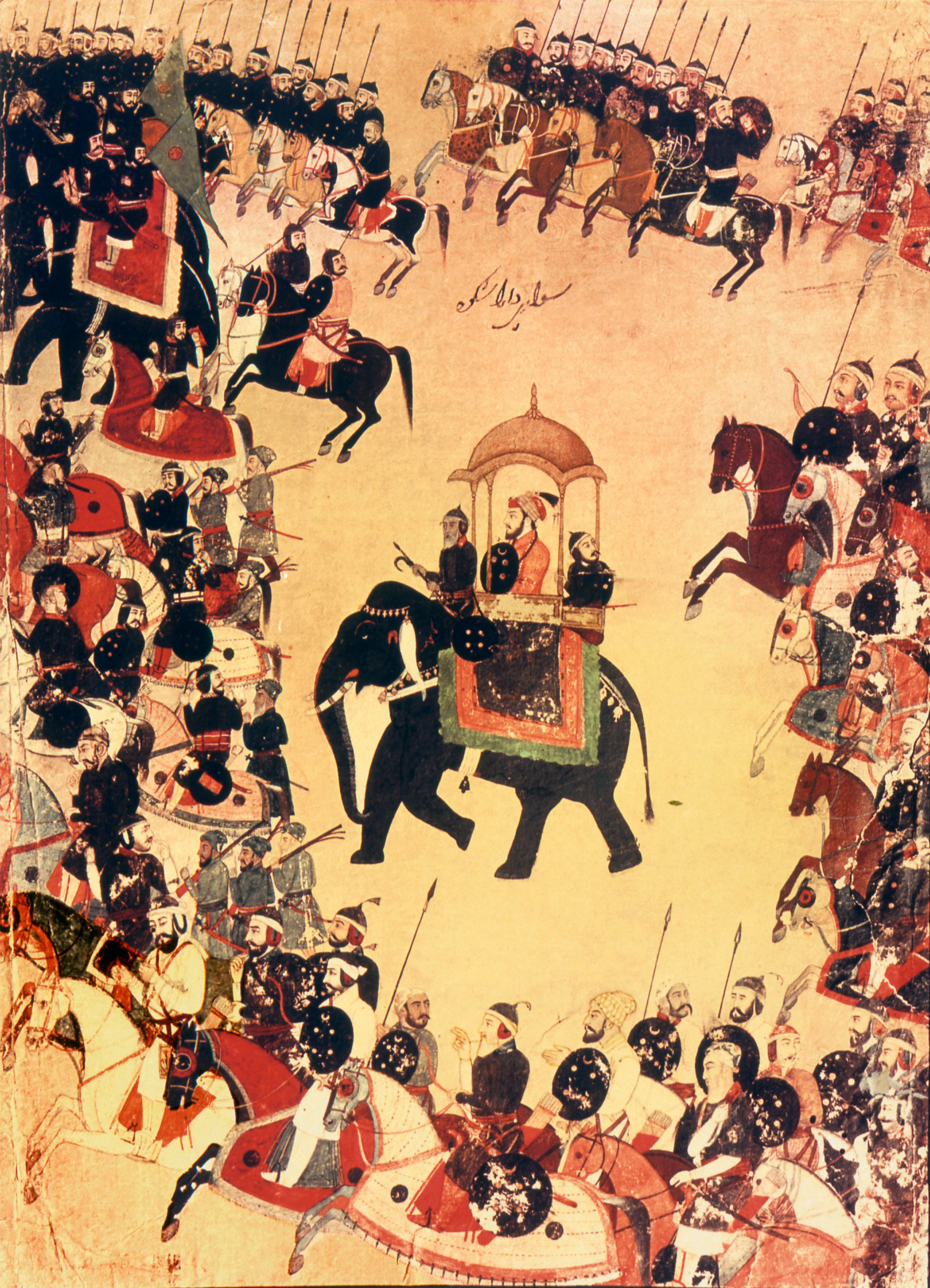
Dara Sikoh seregével

1657. szeptember 6-án Sáh Dzsahán betegsége ádáz hatalmi harcokat váltott ki a négy mogul herceg közt, ám csak ketten voltak esélyesek a győzelemre, Dara Sikoh és Aurangzeb. Sáh Sudzsa volt az első, aki kikiáltotta magát mogul uralkodónak Bengálban és Agra ellen vonult kelet felől. Murád Baks szövetkezett Aurangzebbel.
1657 végén Dara Sikohot kinevezték Bihár szubahdárjának és 60 ezer gyalogosnak és 40 ezer lovasnak parancsolt.
Sáh Dzsahán, miután felépült betegségéből, erőteljesen támogatta Dara Sikohot és jelentős tényező volt a küzdelemben. 1658. február 14-én a bahadurpuri csatában Szulejmán Sikoh, Dara Sikoh legidősebb fia, legyőzte Sah Sudzsát. 1658. május 30-án, 13 km-re Agrától, a szamugari csatában viszont Aurangzeb és Murád seregei győzedelmeskedtek Dara Sikoh felett. Következésképpen Aurangzeb elfoglalta Agrát és 1658. június 8-án megfosztotta Sáh Dzsahánt trónjától.

## Halála és következményei

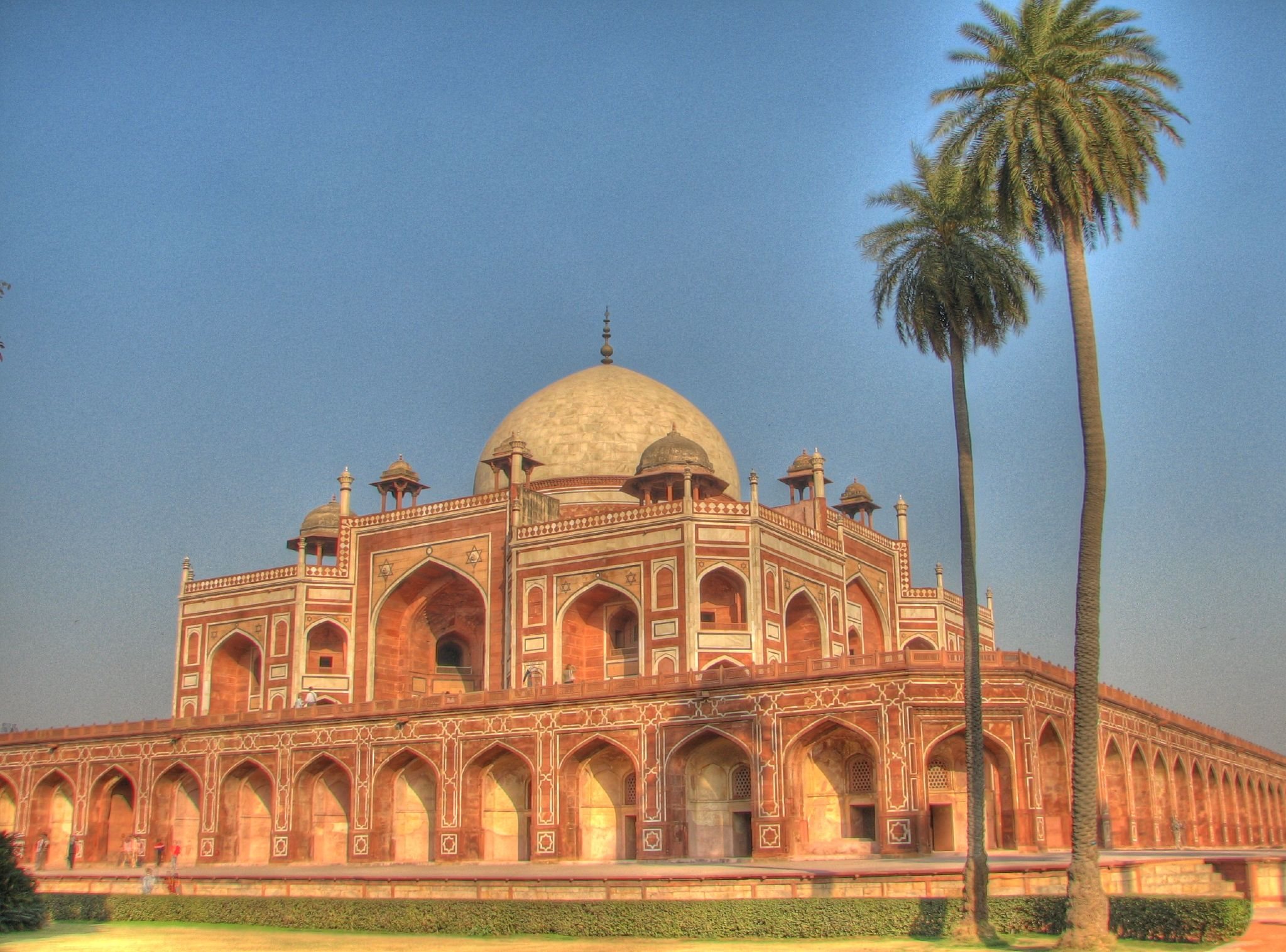
Humájun sírja, ahova Dara Sikoh maradványait temették egy jelöletlen sírba.

A vereség után Dara Sikoh visszavonult Agrából Delhibe, majd Lahorba. A következő úticélja Multán volt, majd Tatta (Szindh). Szindhből átkelt a kacsi sós lápokon keresztül a Katiavár-félszigetre, ahol találkozott Sah Navaz kánnal, Gudzsarát tartomány kormányzójával, aki kinyitotta kincstárát Dara Sikohnak és segített neki új hadsereget toborozni. Elfoglalta Szúratot és Ádzsmír felé vonult. Reménye, hogy az ingadozó, de befolyásos rádzsput hűbérest, Dzsaszvant Szing maharadzsát Marvarból, megszerezze ügyének, meghiúsult. A szerencsétlen Dara Sikoh elhatározta, hogy kiáll Aurangzeb hajlíthatatlan követőivel szemben 1659. március 11-én a deorai csatában Ádzsmír közelében, de ismét általános vereséget szenvedett. A vereség után Szindhbe menekült és óvóhelyet keresett Malik Dzsivánnál (Dzsunaid Barozai kán), egy afgán főnöknél, akinek életét többször is megmentette a mogul herceg Sáh Dzsahán haragjától. Ám az álnok Dzsunaid elárulta Dara Sikohot (és második fiát Szipir Sikohot) és kiadta őt Aurangzeb katonáinak 1659. június 10-én.
Dara Sikohot Delhibe hurcolták, felültették egy csutakos elefántra és vasra verve vezették végig a főváros utcáin. Sorsát a közönséges emberek közti népszerűsége pecsételte meg, mert politikai fenyegetést jelentett. Aurangzeb összehívta a nemeseket és az egyház képviselőit a zendülés érezhető veszélye miatt Delhiben. A közbéke ellenségének és hitehagyottnak kiáltotta ki Dara Sikohot. Végül Aurangzeb négy bérence gyilkolta meg 1659. szeptember 9-én éjjel, megrémült fia szeme láttára.

## Szellemi törekvései

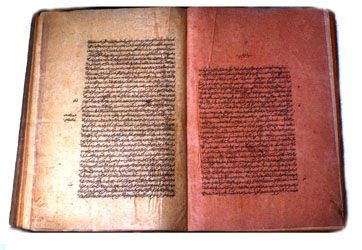
Egy oldal a Madzsma-ul-Bahreinből (Mohamed Dara Sikoh könyve a vallások összehasonlításáról) a kéziratok gyűjteményéből, a Viktória emlékmű arcképcsarnokából, Kalkutta.

Dara Sikoh széles körben ismert az Indiai szubkontinensen mint felvilágosult és a heterogén tradíciók harmonikus együttélésének eszményképe. Képzett bajnoka volt a misztikus, vallásos elmélkedésnek és a kulturális együttműködés szószólója a különböző vallású emberek közt. Ez eretnekségnek tűnt ortodox testvére szemében és gyanúsan különcnek a mogul trón körül rajzó anyagias, hatalomhajhász alakok körében. Dara Sikoh a perzsa perennialista (elmélet, amely szerint minden vallás egy ugyanazon igazságból származik, amelyre azután mindegyik felépíti tudását és tanait) misztikus Szarmad Kasani követője volt. A másik forrás, amelyből merítette tudását a híres, lahori, kádiri, szúfi szent, Hazrat Mian Mir volt, akinek Mullah Badaksi sah mutatta be (Mian Mir szellemi neveltje és követője). Mian Mirt annyira széles körben tisztelték, hogy meghívást kapott az Amritszári szikh Aranytemplom alapkövének lefektetésére.

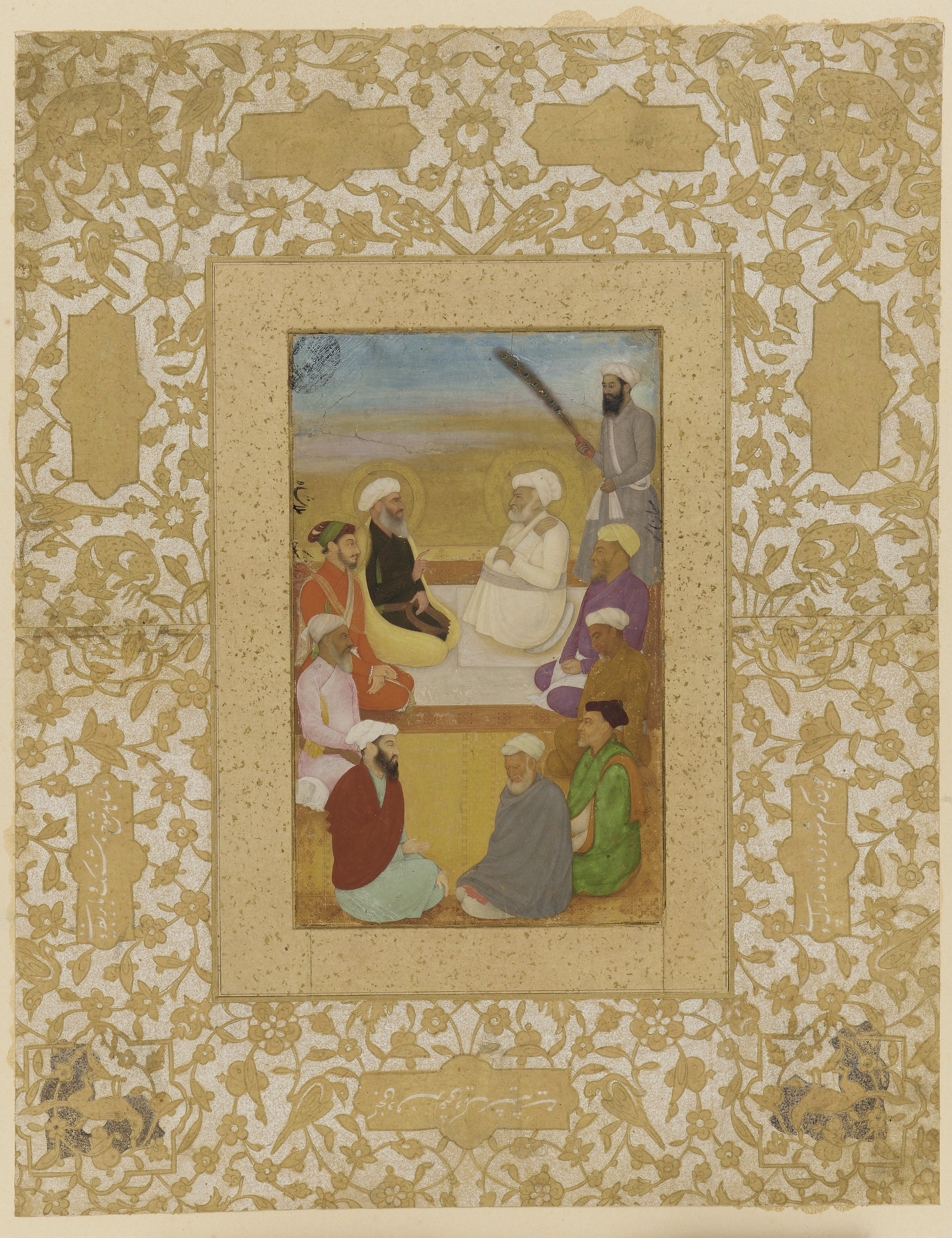
Dara Shikoh (Mian Mirrel és Mullah Sah Badakhsival), 1635 körül.

Ezek után Dara Sikoh barátságot kötött a hetedik szikh guruval, Har Raival. Dara Sikoh sok energiát szentelt annak, hogy megtalálja a közös szellemi nyelvet az iszlám és a hinduizmus között. Ennek a célnak érdekében befejezte az Upanisadok ötven kötetének lefordítását az eredeti szanszkritből perzsába 1657-ben, hogy moszlim tudósok tanulmányozhassák. Az ő fordításait gyakran nevezik a Szirr-e-Akbárnak (A legnagyobb misztérium), aminek bevezetésében merészen állítja spekulatív elméletét, hogy a mű, amire a Korán hivatkozik mint Kitab-al-maknun, vagyis a rejtett könyv, nem más, mint az Upanisadok. Leismertebb munkáját, a Madzsma-ul-Bahraint (A két tenger összefutása), a misztikus és pluralisztikus hasonlóság felismerésének szentelte a szúfi és a védánta elmélkedés között.
Dara Sikoh könyvtárat alapított, amely a mai napig megtalálható a Gobind Szing Guru Indrapraszta Egyetemen, a Kasmíri Kapunál, Delhiben, és most, miután felújították, múzeumként működteti az Indiai Archeológiai Felügyelet.

## A művészet pártfogója

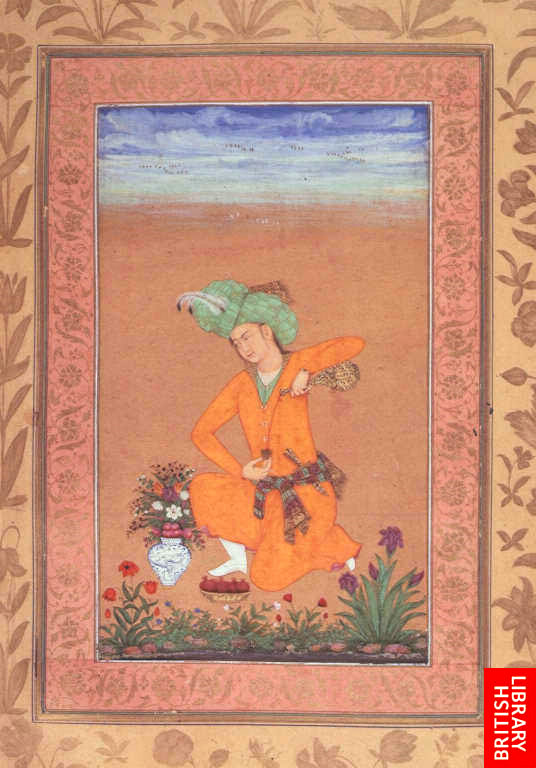
Mohammed kán: A herceg iráni Jelmezben. Dara Sikoh Album, Agra, 1633-34.

A szépművészet, zene és tánc védnöke volt, ámbár ezt a jellemvonását testvére, Aurangzeb, elítélte. A Dara Sikoh egy festmény és kézírás gyűjtemény, amit 1630-as évektől haláláig gyűjtöttek. 1641-42-ben a feleségének adták és ő ezeket megtartotta haláláig, miután az albumot elvitték a királyi könyvtárba és a Dara Sikoh nevét viselő feliratokat szánt szándékkal kitörölték. Ennek ellenére nem mindent rongáltak meg és sok kézírás és festmény napjainkig viseli kézjegyét.
Dara Sikohnak tulajdonítanak számos mogul építészeti remekművet, melyek máig állnak – ezek többek közt felesége, Nadira Banu síremléke Lahorban, Hazrat Mian Mir síremléke, szintén Lahorban, a Dara Sikoh könyvtár Delhiben, Akun Mullah sah mecsetje Kasmírban és a Pari Mahal kertkastély (szintén Szrinagarban, Kasmírban).

## Személye modern művekben

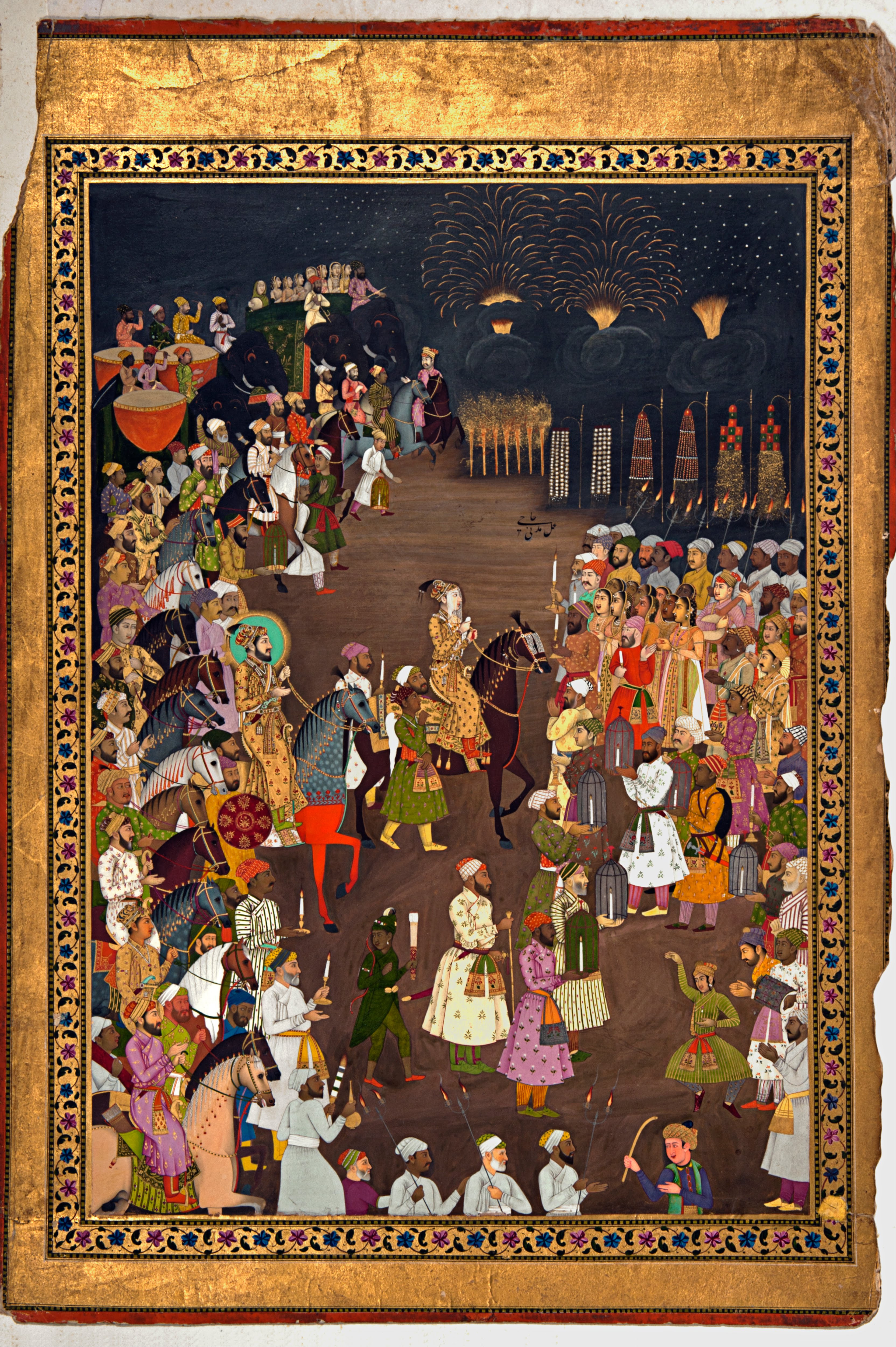
Sáh Dzsahán, mogul sah legidősebb fia, Dara Sikoh, házassági körmenetén. A Mogul-korban tűzijátékot és bambusz rakétákat használtak, hogy felderüljön az éjszaka.

A Dara Sikoh elleni vádemelés és kivégzése körüli események felfedik az iszlám különféle értelmezéseit egy 2008-as színjátékban, A Dara Sikoh Per, amit Akbár S. Ahmed írt. Dara Sikoh egy 2010-es színjátéknak is névadó főszereplője, amit Sahib Nadím rendezett, az Adzsóka Színházcsoportból Pakisztánban. Szintén Dara Sikohról szól egy 2007-es színjáték, amit Danis Ikbál írt, és amit többek közt M. S. Szatju igazgató is színpadra vitt 2008-ban. Dara Sikohot játszotta Vakar Seikh 2005-ben egy Bollywoodi filmben, Tádzs Mahal: Egy örök szerelem története, amit Akbár Kán rendezett.

## Teljes neve és címe
Padisahzada-i-Buzurg Martaba, Dzsalal ul-Kadir, Szultán Mohamed Dara Sikoh, Sah-i-Buland Ikbal)

## Unokái
- Dzsunaid Sikoh 1655–1707
- Szalima Banu Begam 1657–1697 (később feleségül vette Mohamed Akbár, Aurangzeb fia)
- Busra Begam 1661–1712 (feleségül ment Mohamed Kavdzsához, aki Aurangzeb és Zeb un Nisza fia volt)
- Bidar Bakt 1670 –1707 (megölték)
- Nadzsib un Nisza Begam 1674–1756 (később feleségül ment Mohamed Kavdzsához, aki Aurangzeb és Zeb un Nisza fia volt)
- Szahabuddin Sikoh 1693–1751

15 fiú és 10 leány unokája volt

## Kormányzóságai
- Lahor 1635–1636
- Alláhábád 1645–1647
- Malva 1642–1658
- Gudzsarát 1648
- Multán Kabul 1652–1656
- Bihár 1657–1659

## Királyi ágyasok
- Kaikaji Bai meghalt 1645-ben
- Dzsakia Begam meghalt 1646-ban
- Mohadi Begam meghalt 1670-ben

## Birodalmi hitvesek
- Nadira Banu Begam 1617–1696
- Rukszár Banu Begam 1620–1669
- Manóráma Bai Begam 1614–1689
- Divéki Bai Begam 1630–1675

## Címei
- Sazada 1614–1628,

- Hindusztán Sahi sazadája 1628–1658

- Vali ahd Bahádur 1642–1658

## Művei
- Írások a szufizmusról, az avliják (moszlim szentek) élete:
  - Szafinat ul-Avlija
  - Szakinat ul-Avlija
  - Riszála-i Hak Numa
  - Tarikát ul-Hakikát
  - Haszanát ul-'Árifin
  - Ikszír-i Azám (Diván-e-Dara Sikoh)
- Filozófiai és metafizikai jellegű írásai:
  - Majdzsa-ul-Bahrajn (A két tenger összefutása)[33]
  - Szó'ál o Dzsaváb bain-e-lál Dász va Dara Sikoh" (más néven Mukálama-i Baba Lál Dász va Dara Sikoh)
  - Szirr-e-Akbár (A Nagy Titok, az Upanisádok perzsa fordítása)[34]
  - A Jóga Vaszista perzsa fordítása, és Bagavad Gita

## Ajánlások
- Eraly Ábrahám (2004). A Mogul Trón: India Nagy Uralkodóinak szágája. Phoenix, London. ISBN 0753817586.
- Hansen, Waldemar [1986]. A Páva Trón: A Mogul India drámája. Orient Book Distributor, Új Delhi.
- Mahajan, V. D. (1978). A középkori India történelme. S. Chand.
- Sarkar, Jadunath (1984). Dzsaipur történelme. Orient Longman, Új Delhi.
- Sarkar, Jadunath (1962). Aurangzeb rövid története, 1618-1707. M. C. Sarkar and Sons, Calcutta.

## Fordítás
- Ez a szócikk részben vagy egészben  a   Dara Shikoh című angol Wikipédia-szócikk ezen változatának fordításán alapul.  Az eredeti cikk szerkesztőit annak laptörténete sorolja fel. Ez a jelzés csupán a megfogalmazás eredetét és a szerzői jogokat jelzi, nem szolgál a cikkben szereplő információk forrásmegjelöléseként.